# Jacques Juvénal des Ursins

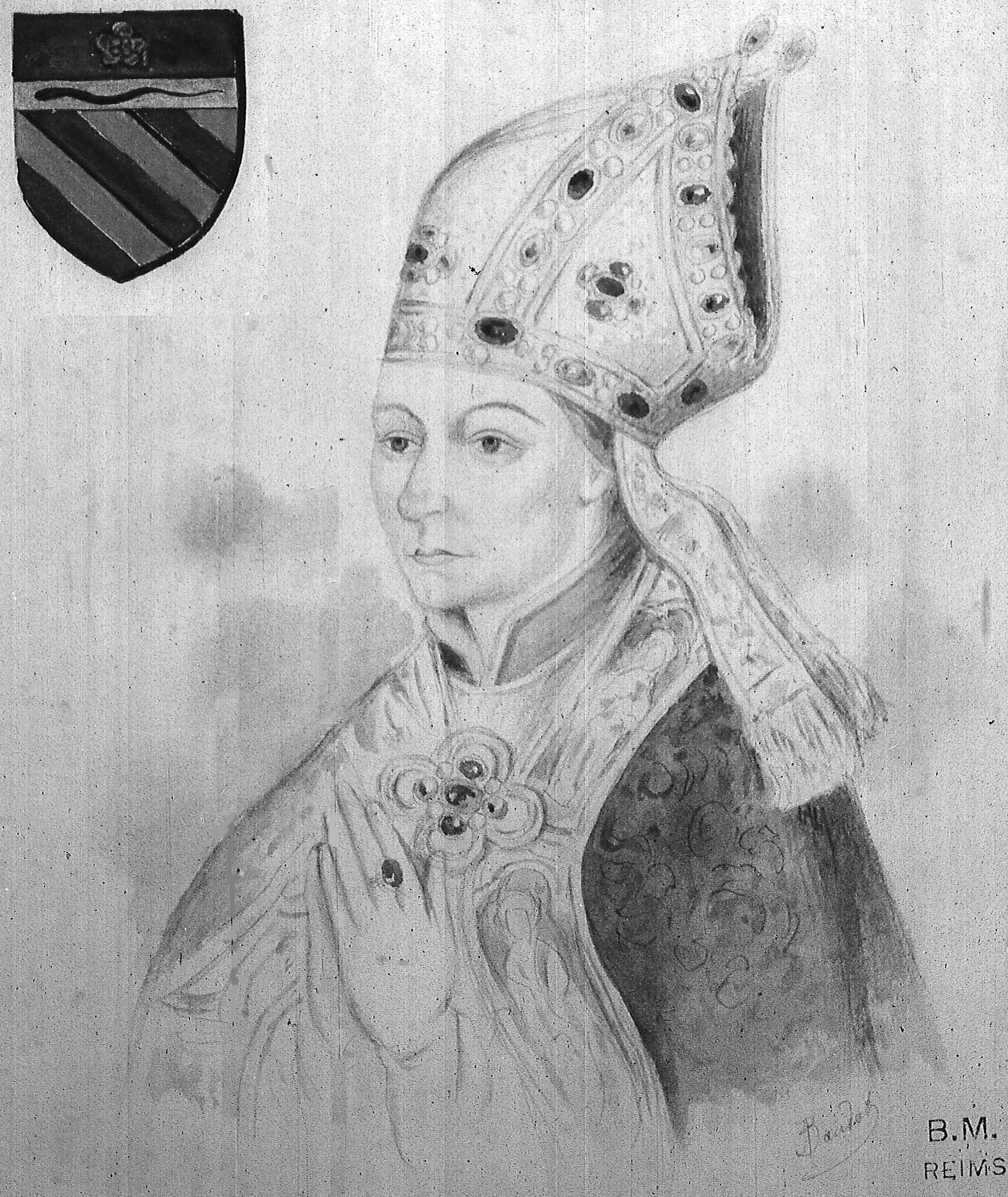
Patriarch Jacques Juvénal des Ursins

Jacques Juvénal des Ursins (* 14. Oktober 1410; † 12. März 1457) war Administrator von Poitiers, Bischof von Fréjus und Erzbischof von Reims.
Er war das jüngste Kind von Jean Jouvenel und Michèle de Vitry.
Er war Kanoniker der Sainte-Chapelle in Bourges und 1436 königlicher Anwalt im Parlement. 1443 war er Präsident der Chambre des comptes. Im Jahr darauf wurde er zum Erzbischof von Reims. 1449 übergab er dieses Amt seinem älteren Bruder und wurde stattdessen Patriarch von Antiochien und Verwalter des Bistums Poitiers.